# Vetro camera

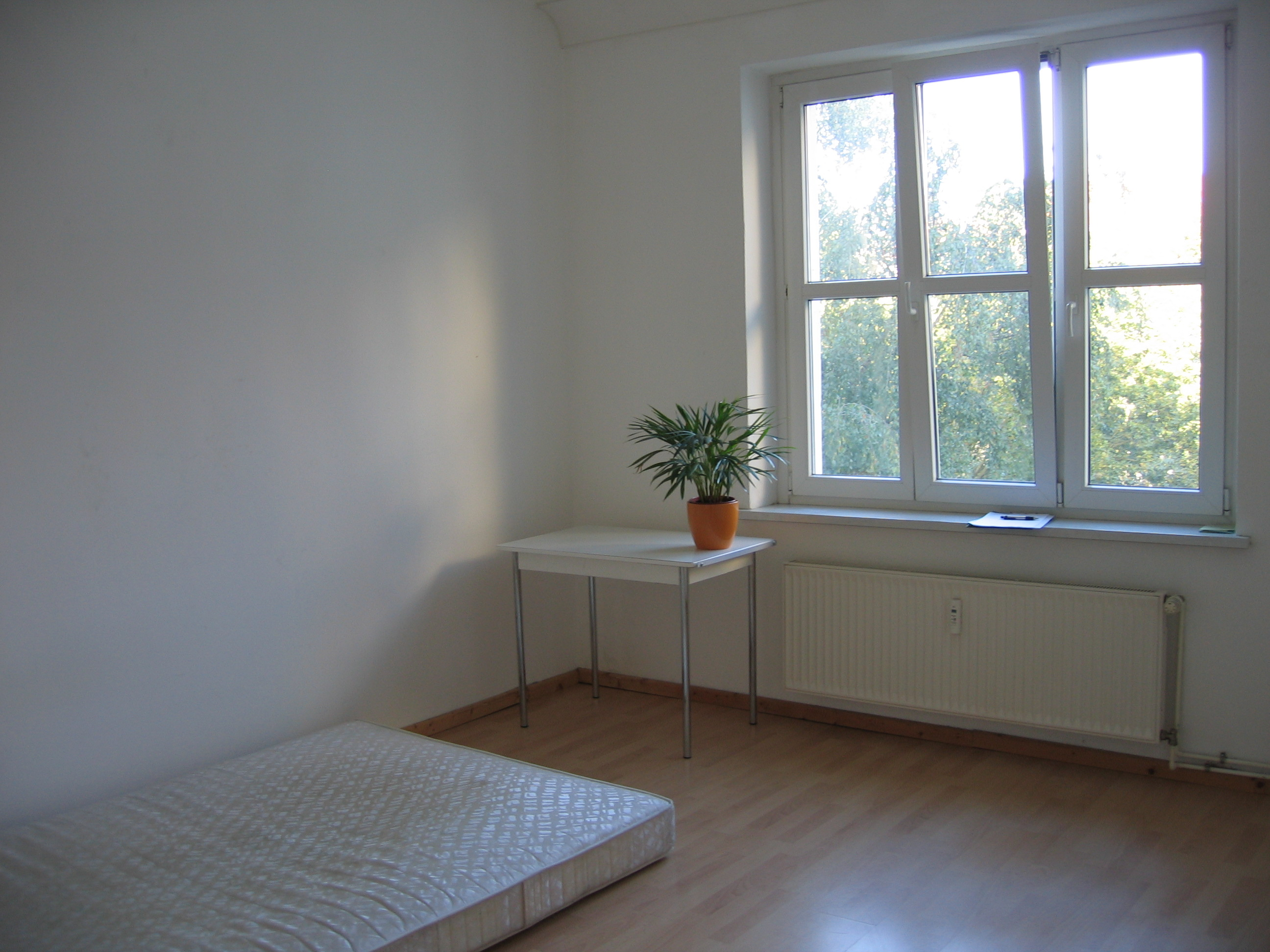
Una tipica installazione di finestre in vetro isolante con telai in PVC

Vetrocamera indica un sistema isolante composto da due o più lastre di vetro separate tra loro da un distanziatore ed ermeticamente sigillate al perimetro; la cavità può essere riempita con aria o con un gas (solitamente argon) e l'atmosfera interna risulta disidratata grazie all'inserimento, nel distanziatore, di opportune sostanze dessicanti (solitamente zeolite sintetica).

## Descrizione ed utilizzo
La funzione della vetrata isolante è di elemento di chiusura di un'apertura totalmente trasparente che permette di ridurre gli scambi termici tra due ambienti.
La parte vetrata della vetrata isolante può funzionare anche come elemento di sicurezza (se i vetri sono temprati o stratificati.
Le vetrate isolanti sono anche denominate IGU (Insulatin Glazing Unit) o DGU (Double Glazing Unit) se hanno due vetri o TGU (Triple Glazing Unit) se hanno tre vetri.
Il prodotto vetrata isolante per essere immesso sul mercato deve essere "certificato" ovvero il produttore deve sottoporre a test di durabilità, presso un laboratorio certificato, i sistemi che realizza nelle varie combinazioni di materiali secondo la normativa UNI EN 1279; ad esito positivo dei test può applicate la marcatura CE e vendere il prodotto.  
A maggior qualificazione del prodotto, sul mercato italiano esiste il Marchio UNI, un marchio volontario che le aziende possono adottare sottoponendosi a due ispezioni all'anno con verifica dei materiali utilizzati, del prodotto e del sistema qualità adottato; il marchio è gestito dall'Ente di Certificazione CSICERT di Milano.  
I valori di riferimento per valutare la durabilità del vetrocamera sono:  
1. la velocità di perdita di gas (che deve essere inferiore al 1% annuo)
2. l'indice di penetrazione di umidità (la cui media deve risultare inferiore al 20%)

Nel caso in cui il vetrocamera sia costituito da due lastre di vetro viene denominato anche "vetrata doppia", se invece le lastre di vetro sono tre allora viene denominato "vetrata tripla".
Il vetro utilizzato per l'assemblaggio può essere un normale vetro float oppure vetro stratificato, vetro temprato, vetro con coating; tipologie cui vanno ad aggiungersi ulteriori lavorazioni : vetro acidato, vetro serigrafato.
I bordi del vetro sono frequentemente oggetto di lavorazione (molatura) al fine di aumentarne la resistenza alla rottura in caso di urto e la sicurezza nella manipolazione (dopo molatura il bordo non è più tagliente).
I distanziatori utilizzati per separare le lastre hanno larghezze variabili in funzione del progetto del vetrocamera (partendo da un minimo di 8,5 mm) e possono essere costituiti da materiali diversi : alluminio, acciaio, PVC, fibra di vetro, silicone oppure una combinazione di materiali differenti; nella cavità del distanziatore viene solitamente posto il disidratante che ha lo scopo di assorbire l'umidità che rimane intrappolata nella cavità del vetrocamera durante la fase di fabbricazione.
I distanziatori hanno, in funzione del materiale costituente, valori di conducibilità termica differenti e quindi la loro prestazione incide sulla performance di isolamento termico del vetrocamera; quelli più performanti sono denominati warm edge ovvero distanziatore a bordo caldo che possono esser tagliati e giuntati agli angoli tramite connetteori a L o piegati lungo il perimetro per avere una continuità permimetrale.
La cavità della vetrata può essere riempita con gas (Aria, Argon o Kripton) al fine di aumentare la performance di isolamento termico del vetrocamera.
I distanziatori sono incollati al vetro tramite il sigillante di "prima barriera" denominato Butile, il vetrocamera viene sigillato sul bordo esterno con diversi tipi di sigillanti di "seconda barriera" : polisolfuro, poliuretano o silicone.
In funzione della combinazione di materiali utilizzati per l'assemblaggio si possono ottenere prestazioni complessive molto diverse tra loro.

## Isolamento termico
Un maggiore isolamento termico si può ottenere in diversi modi, dato lo sviluppo della tecnica vetraria degli ultimi anni. Di seguito vengono sintetizzati alcuni di tali sistemi:
- l'aria presente tra i due vetri può essere sostituita da gas nobili (argon o kripton) caratterizzati da un minore coefficiente di scambio termico rispetto all'aria, che aumentano l'isolamento termico.
- con il rivestimento di una delle due superfici interne con un sottile strato trasparente a base d'argento, che trattiene meglio il calore all'interno dell'abitazione.[1]
- utilizzando il cosiddetto "bordo caldo": un profilo distanziatore  avente bassa conduttività termica; sul mercato ne esistono numerosi e possono essere totalmente metallici (acciaio) oppure totalmente plastici (polipropilene, policarbonato, polivinil cloruro, silicone ecc) oppure una combinazione di plastica e metallo.
- con il rivestimento di una delle due lastre del vetro camera con una sottile pellicola di particolari ossidi metallici nobili che riflettono all'esterno il calore. Tale sistema, oltre a mantenere il caldo nell'abitazione in inverno, riduce sensibilmente il calore dei raggi solari sul vetro in estate, mantenendo più fresco l'interno.[2]

## Isolamento acustico
Altri accorgimenti per migliorare le prestazioni di isolamento acustico del vetro camera comprendono l'utilizzo di:
- due vetri di diverso spessore, la differente vibrazione dei quali contribuisce all'abbattimento del rumore.[3]
- vetro stratificato per una o entrambe le lastre; la pellicola di materiale plastico che tiene assieme lo stratificato ha elevate proprietà fonoisolanti (soprattutto se di tipo fonoassorbente). Se si adottano stratificati con due o più pellicole, l'abbattimento acustico aumenta[3]
- Un profilo di spessore maggiore per il telaio che separa le due lastre. Con una maggiore intercapedine si ottengono migliori prestazioni di abbattimento del rumore
- L'impiego al posto dell'aria di un altro gas inerte, nell'intercapedine tra le lastre di vetro della vetrocamera ha comunque un'influenza sostanzialmente irrilevante; l'uso di esafluoruro di zolfo è stato abbandonato da molti anni in quanto gas ad effetto serra.

## Protezione
Le norme per la protezione degli edifici comprendenti le scelte dei vetri variano a seconda dello Stato. In Italia ci si deve adeguare alla norma UNI 7697 2015 pubblicata con il decreto legislativo nº 115 del 17 marzo 1995 e con il nº 172 del 21 maggio 2004, che recepisce la direttiva europea 2001/95/CE sulla sicurezza. Tali normative e le proprietà dei vetri stratificati sono uguali sia per i vetri semplici che quelli utilizzati in vetrocamera.

### Anti-infortunistica
Utilizzando per la lastra interna un vetro stratificato assemblato con una o più pellicole plastiche, nel caso di rottura accidentale di tale lastra, i frammenti del vetro restano attaccati alla pellicola stessa, scongiurando infortuni da taglio e cadute nel vuoto secondo UNI EN 12600

### Anti-effrazione
Con vetri stratificati composti da multilayers o plastici di maggiore spessore si può impedire o ritardare sensibilmente l'ingresso nell'edificio di estranei secondo UNI EN 356

## Estetica

### Inglesina
L'inglesina è una soluzione che viene applicata nei vetri camera a fini estetici. Suddivide la superficie vetrata in riquadri con l'inserimento di un telaio, solitamente in alluminio (oro, bianco...), all'interno del vetro camera. Tradizionalmente l'inglesina viene realizzata suddividendo la luce della vetrata con una serie di montanti e traversi che rendono necessario il frazionamento del vetro in tante piccole parti. L'introduzione del telaio in alluminio nel vetro camera consente un notevole abbattimento dei costi e permette la garanzia di durabilità della vetrata in conformità ai requisiti della norma UNI EN 1279.